# Horizon Zero Dawn
Horizon Zero Dawn és un videojoc d'acció, aventura i de món obert desenvolupat per Guerrilla Games i distribuït per Sony Interactive Entertainment per PlayStation 4. És la primera propietat intel·lectual de Guerrilla Games des de la sèrie Killzone en 2004 i es va anunciar per primera vegada en l'E3 2015. El joc és protagonitzat per Aloy, una guerrera de la tribu dels Nora i està ambientat en un futur post-apocalíptic on les màquines són la raça dominant de la Terra.
Horizon Zero Dawn es va convertir en el millor debut d'una nova IP en PlayStation 4, marca que va aconseguir després de superar al videojoc No Man's Sky. A més, el videojoc va rebre crítiques excel·lents per la seva història, la seva ambientació, aspectes visuals, el món obert, el personatge d'Aloy i el treball de l'actriu Ashly Burch interpretant al personatge. També és considerat un dels millors videojocs de 2017 i un dels videojocs més venuts de PlayStation 4.
El joc compta amb el contingut descarregable Horizon Zero Dawn: The Frozen Wilds, disponible des de novembre de 2017.
Estarà disponible per a Microsoft Windows a mitjans de 2020.

## Jugabilitat
Horizon Zero Dawn és un videojoc de rol amb elements d'acció i aventura en tercera persona. El joc s'ambienta en un món post-apocalíptic on reina la naturalesa, les zones rurals, zones muntanyenques i els boscos. Compta amb un cicle diürn i nocturn, a més d'un sistema meteorològic dinàmic.
Els jugadors controlen a l'Aloy, una hàbil arquera i caçadora de la tribu dels Nora. Amb les seves habilitats de combat, Aloy pot eliminar els seus enemics de diverses maneres fent ús dels paranys, de l'arc, els explosius i la llança. Existeixen diferents tipus d'arcs de combat com: l'arc de caça i de guerra (per a combats a distància mitjana) i l'arc de precisió (capaç de llançar fletxes de precisió per a combats a llarga distància). El jugador pot crear diferents tipus de fletxes i municions. A més, l'Aloy també compta amb la fona o Sling (Honda en la versió en castellà, que serveix per llançar bombes explosives, elèctriques i de congelació) i amb Tripcaster (Aturdidora en la versió en castellà, que s'usa per col·locar paranys de cable amb punts d'ancoratge). Amb l'arma Ropecaster (Lanzacuerdas en la versió en castellà), l'Aloy pot immobilitzar a les màquines més grans i derrocar-les.
Quant als recursos, l'Aloy pot obtenir recursos de les màquines destruïdes així com de la vida animal i natural. Aquests recursos li permeten crear municions, ja sigui per a l'arc, la fona o la Tripcaster, armar paranys i crear pocions per restaurar la vitalitat. Els recursos també li permeten fabricar i modificar armes, armadures i motxilles, ja sigui per augmentar la capacitat de càrrega o ampliar espai en l'inventari. En el món de Horizon Zero Dawn, el jugador pot complir missions secundàries. Aquestes missions consisteixen, en general, en rescatar persones desaparegudes o en perill, buscar objectes o components valuosos, investigar o resoldre problemes i acabar amb certs enemics, siguin humans o màquines.

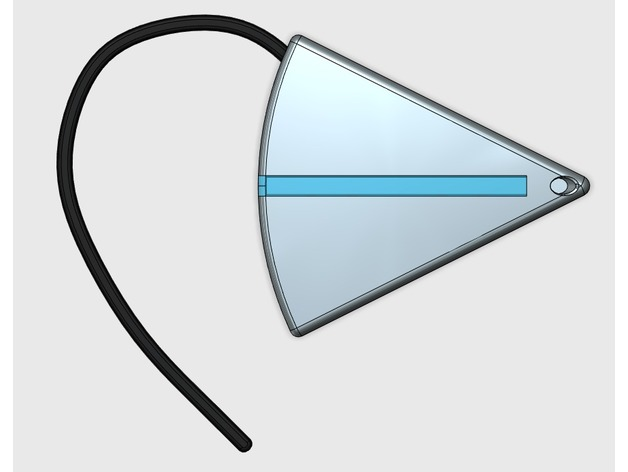
En el món de Horizon, els jugadors disposen d'un Focus, un dispositiu neuronal de realitat virtual amb funcions múltiples. Aquest dispositiu mostra una interfície virtual visible només per a l'usuari.

En completar les diferents missions que ofereix, l'Aloy obté experiència i augmenta de nivell guanyant un punt d'habilitat. Aquests punts estan disponibles cada vegada que els jugadors completen l'experiència requerida i poden distribuir-se en tres branques de l'arbre d'habilitats: Prowler, Brave, i Forager (Merodeadora, Valiente i Recolectora). Les habilitats de l'arbre Prowler augmenten el sigil, les de l'arbre Brave inclouen tècniques de combat i les de l'arbre Forager es refereix a les habilitats curatives i de recol·lecció.
L'Aloy pot usar el sigil per passar desapercebuda, amagar-se dels seus enemics, emboscar-los o eliminar-los sense cridar l'atenció. També pot moure's a l'aigua, ja sigui per anar a llocs que no són accessibles a peu o eliminar silenciosament als enemics. Una altra habilitat que posseeix l'Aloy és que pot sabotejar les màquines. Fins i tot pot controlar-les per desplaçar-se molt més ràpid amb elles pels escenaris. A més, l'Aloy posseeix el Focus, un dispositiu neuronal que li permet escanejar l'entorn, així com conèixer detalls rellevants sobre els seus enemics i els recursos que posseeixen. Amb el Focus, Aloy pot accedir a informació d'interès, seguir pistes o examinar rastres. Una altra opció disponible en el joc és que l'Aloy pot dialogar amb personatges no jugables a través de diferents opcions. Depenent de les opcions que triï, alguns personatges viuran o moriran. A més, els jugadors poden viatjar ràpid o guardar la partida usant la foguera. Només poden viatjar ràpid una vegada que descobreixen els punts de viatge en el mapa.

## Sinopsi
La història de Horizon Zero Dawn es projecta aproximadament 1.000 anys en el futur, en un escenari post-apocalíptic on els éssers humans han tornat a l'època de les societats tribals primitives com a resultat d'una catàstrofe desconeguda. Amb el pas del temps, aquestes tribus van adoptar diferents costums, tradicions, interessos i creences. Les tres tribus més conegudes al món de Horizon Zero Dawn són: Els Nora, Els Carja i Els Oseram.
Ara l'espècie dominant al planeta són una raça de màquines avançades. Encara que les tribus coexisteixen amb elles, molts dels seus habitants cacen a aquestes màquines i utilitzen les seves peces com a recursos valuosos ja sigui per al comerç o desenvolupament. Però amb el pas dels anys, aquestes màquines es van reproduir molt ràpid, fent-se més grans i poderoses, i amenaçant la vida dels habitants primitius. L'Aloy, una jove guerrera de la tribu dels Nora, ha d'explorar el món que coneix per esbrinar més detalls de la catàstrofe que va destruir el planeta en el passat i evitar que el cicle es repeteixi en el futur.

### Argument
La història comença amb la criança de l'Aloy, la protagonista del joc. En néixer, les Matriarques de la tribu van encarregar la seva cura a mans d'un marginat anomenat Rost. Com a resultat, l'Aloy també és una marginada, ja que cap de la tribu pot tenir contacte amb ella o amb en Rost. En la seva infantesa, l'Aloy explorava les ruïnes metàl·liques i va trobar un dispositiu electrònic anomentat Focus. Aquest objecte li va permetre conèixer detalls del món antic mentre explorava les ruïnes. Però, des de la seva infantesa, l'Aloy va ser menyspreada i exclosa pels altres per no tenir una mare i vol saber per què. En Rost li explica que l'única manera en la que pot obtenir respostes, i ser acceptada a la tribu, és participar en el ritu dels Nora anomenat La Prova. Si guanya, es convertirà en Valenta Nora i les Matriarques respondran a totes les seves preguntes.
En aconseguir la majoria d'edat, l'Aloy va aprendre moltes habilitats amb l'ajuda de en Rost per participar en la cerimònia anual, ser nomenada Valenta Nora i convertir-se en membre de la tribu. En conseqüència, l'Aloy arriba a la capital de la tribu Nora i completa la prova, guanyant la competència, però els participants són atacats pels "Eclipsi". L'Aloy gairebé és assassinada per en Helis, el líder del culte, però Rost interfereix per salvar-la. En ser ferit greument, el culte col·loca bombes a tota la muntanya, però Rost es sacrifica per salvar a la seva filla adoptiva d'una mort segura, llançant-la pel turó. Poc després, l'explosió destrueix el lloc i en Rost mor en l'acte.
L'Aloy desperta en una cova i es reuneix amb la Matriarca Teersa. La matriarca explica que aquesta cova va ser el lloc on l'Aloy va néixer. Com a resultat del seu naixement, molts pensaven que l'Aloy era una maledicció per a la tribu, així que les Matriarques la van expulsar. No obstant això, la Matriarca Teersa sempre va creure que l'Aloy era una benedicció per a la tribu, així que li permet explorar la cova i esbrinar d'on prové. En no poder accedir a una instal·lació secreta dins de la cova, les Matriarques decideixen nomenar-la Buscadora Nora perquè pugui esbrinar més detalls del seu origen, explorar els llocs prohibits, trobar als Eclipsi i venjar la mort dels Nora. Com a buscadora, l'Aloy cerca i troba a en Olin, un membre de la tribu Oseram que va estar present en la cerimònia Nora i principal sospitós de l'atac. En interrogar-lo, descobreix que els Eclipsi adoren HADES, una intel·ligència artificial que els ajuda a corrompre i controlar a les màquines. Els Eclipsi van atacar a l'Aloy en la Prova perquè el Focus d'en Olin la va detectar com una amenaça per al sistema. Això es deu a la seva semblança física amb la doctora Elisabet Sobeck, una figura molt important del món antic.
Amb les dades necessàries d'en Olin, l'Aloy localitza les restes del que va ser "Faro Automated Solutions". El seu descobriment li mostra que la humanitat va estar en perill quan l'empresa va perdre el control dels seus robots i es van convertir en una amenaça per als éssers humans. Malgrat els seus esforços per controlar les màquines, les conseqüències van ser inevitables. Per disminuir els danys de la catàstrofe, els membres més importants del govern van crear la iniciativa "Zero Dawn", un projecte secret liderat per l'Elisabet Sobeck i diversos científics del món per salvar la humanitat. En aquest moment, l'Aloy és contactada per Sylens, un home interessat a descobrir més detalls sobre el món antic. En investigar una mica més sobre el projecte, l'Aloy descobreix que l'Elisabet Sobeck va ser enviada a una instal·lació secreta per completar el projecte "Zero Dawn". En comunicar-se amb el seu Focus, Sylens li indica que aquesta instal·lació es troba actualment en "La Ciutadella", la capital dels Eclipsi. Quan arriba a la Ciutadella, l'Aloy s'infiltra en la instal·lació subterrània. Allà descobreix que Zero Dawn era un projecte dirigit i supervisat per una intel·ligència artificial cridada GAIA, creada per la doctora Sobeck. Perquè el projecte fos tot un èxit, GAIA s'encarregaria de dur a terme les contramesures necessàries per restaurar la biosfera contaminada del planeta i convertir-la en un lloc habitable. També constaria de la creació d'éssers humans a partir d'ADN així com de dades sobre la història i la cultura de la humanitat, la purga de les màquines de Faro, la desintoxicació i neteja dels mars i els oceans i la re-introducció de la vida animal, de la flora i la fauna. HADES era una de les parts del projecte que li permetria a GAIA destruir el procés de restauració si el resultat no era favorable per la humanitat. Després de conèixer aquests detalls, l'Aloy descarrega els registres de l'Elisabet Sobeck per accedir a la instal·lació secreta en la capital de la tribu Nora. Però, en aquest moment, és capturada pels Eclipsi.
Quan desperta, l'Aloy és llançada per en Helis en un estadi cobert, perquè mori a mans de les màquines corrompudes. Amb el seu enginy, ella les derrota i sobreviu, però és rescatada per en Sylens i, junts, escapen de la Ciutadella. Per evitar que els Eclipsi ataquin als Nora, l'Aloy es dirigeix a la capital de la tribu. En arribar, ajuda a derrotar els Eclipsi i accedeix a la instal·lació secreta. Dins de la instal·lació, l'Aloy troba un enregistrament holográfic de GAIA, on li revela que un senyal d'origen desconegut va fer que HADES es corrompés i prendrà el control de Zero Dawn, causant conseqüències devastadores per al projecte. Com a últim recurs, GAIA va activar el seu sistema d'autodestrucció per detenir l'atac de HADES. Com a nova contramesura, va crear un clon de l'Elisabet Sobeck perquè anés l'única persona capaç d'accedir a la instal·lació, trobar l'enregistrament, destruir a HADES i restaurar les funcions de GAIA. Per tant, l'Aloy s'adona que va ser creada per GAIA per destruir a HADES i l'Elisabet Sobeck és la seva mare biològica. En descobrir totes aquestes revelacions, l'Aloy es dirigeix a les antigues instal·lacions de GAIA Prime en territori Carja i recuperar el Control Mestre per derrotar HADES. Allà descobreix que la seva mare va morir tratant d'evitar que les màquines corrompudes de Faro trobessin i destruïssin el projecte Zero Dawn i GAIA. També descobreix que el director de Faro Automated Solutions va assassinar als líders del món antic i va eliminar els arxius de la història humana perquè creia que representaven un perill per les generacions futures.
Després de saber això, l'Aloy es reuneix amb en Sylens. En Sylens li revela que ell és el fundador dels Eclipsi. A canvi de coneixement sobre el món antic, en Sylens va prometre servir-li. Però va abandonar la seva posició com a líder quan HADES va ordenar la seva execució. Amb la informació de en Sylens, l'Aloy ha d'impedir que HADES es faci amb el control de "L'Agulla", un mòdul creat per GAIA que pot activar i desactivar els màquines de Faro, i així detenir l'extermini de la vida a la Terra. Aquesta Agulla es troba en Meridian, la capital de la tribu Carja.
Una vegada que arriba allà, l'Aloy adverteix als Carja i resisteixen l'atac dels Eclipsi amb l'ajuda dels Cercadors Nora i altres aliats. Durant la batalla, l'Aloy assassina a en Helis però HADES i el seu exèrcit aconsegueixen entrar en Meridian. No obstant això, l'Aloy aconsegueix derrotar-los i neutralitza a HADES, posant fi al conflicte i salvant al món de l'extermini.
Poc després, l'Aloy cerca la llar de la doctora Sobeck i troba el seu cos, tot mentre escolta l'enregistrament de la conversa que van tenir Elisabet i GAIA per última vegada.
En l'escena post-crèdits, es veu a HADES sortir del seu contenidor per després mostrar com en Sylens, en la seva set de coneixement, el captura i l'ofereix alliberar-lo a canvi d'obtenir informació sobre el senyal d'origen desconegut que li va fer prendre consciència de si mateix i rebel·lar-se contra GAIA.

### Tribus
Les societats humanes en Horizon Zero Dawn es troben organitzades en tribus. Moltes d'elles posseeixen diferents costums, tradicions, lleis i creences. Les tribus principals de Horizon Zero Dawn són: Els Nora, Els Carja i Els Oseram. Però també s'esmenta l'existència d'altres tribus.
- La tribu Nora. És una societat conformada per caçadors i recol·lectors. La capital de la tribu és "Cor de Mare". Les líders d'aquesta tribu són les Matriarques Teersa, Jezza i Lansra. S'encarreguen de fer complir la llei i de condemnar als membres de la tribu. Els Nora tenen a la "Mare" com la seva deïtat. Creuen que tota la vida humana, animal i natural va sorgir per aquesta deïtat. Normalment, viuen en assentaments situats a les muntanyes i els boscos del que consideren "La Terra Sagrada".

- La tribu Carja. Són una societat avançada que compta amb una enorme població, estabilitat econòmica i força militar. La tribu té com a líder al rei desè quart Avad. La capital de la tribu es troba en Meridian. Tenen al "Sol" com la seva deïtat.

- La tribu Oseram. És una societat conformada per excel·lents artesans i ferrers. És una de les moltes tribus que va ser víctima dels Assalts Vermells liderats pels Carja i el dècim tercer rei Jiran. Normalment, els Oseram conviuen amb els Carja en Meridian.

- Els Carja Ombrívols. Són una societat conformada pels antics partidaris de la tribu Carja liderada pel rei Jiran. Després de la mort d'aquest rei, aquests partidaris es van autoproclamar Carja Ombrívols. La majoria dels Carja Ombrívols són fanàtics que van desenvolupar una gran fascinació pel poder i la tecnologia antiga gràcies a en Sylens, fundador dels Eclipsi.

- La tribu Banuk. Són un grup de supervivents que viuen a les muntanyes. La tribu està composta per caçadors intrèpids i xamans misteriosos que es neguen a confraternizar amb altres tribus. Bàsicament, són una tribu nòmada de la qual molt poc se sap.

- La tribu Utaru. Són una tribu pacífica que s'especialitza en l'agricultura. Molt poc se sap d'ells. La majoria dels seus membres van ser víctimes dels Assalts Vermells i sotmesos a l'esclavitud pel rei Carja, Jiran.

### Personatges
Protagonista
- Aloy. És la protagonista de Horizon Zero Dawn. És una jove caçadora de màquines, una excel·lent arquera i membre de la tribu dels Nora. És una dona valenta que intenta demostrar-li a la tribu el que val. Durant la seva cerca, l'Aloy vol saber per què és una marginada i d'on prové. Va ser creada amb l'ADN de l'Elisabet Sobeck. És decidida i molt curiosa. A més, és compassiva i compressiva amb els altres. Fins i tot, tendeix a ser sarcàstica amb les persones que no li agraden. A diferència dels membres de la tribu, que consideren prohibit l'ús de la tecnologia, l'Aloy ho veu com una eina útil i avantatjosa per comprendre el món antic. És molt escèptica pel que fa a les lleis, tradicions i creences tribals dels Nora. Encara que va ser creada amb l'ADN de l'Elisabet Sobeck, l'Aloy se sent connectada paternalment a ella, a tal grau, que l'admira i la respecta per la seva valentia i optimisme.

Membres de la tribu Nora
- Rost. És el pare adoptiu de l'Aloy. Abans membre de la tribu Nora, ara és un marginat, però extremadament fidel a les lleis i les tradicions dels Nora. Quan l'Aloy va néixer, les Matriarques li van encarregar la seva cura. És un home molt savi i un excel·lent mestre per l'Aloy. La seva filla adoptiva és el més important per a ell. Al final, sacrifica la seva vida per salvar-la d'una mort segura. Abans del naixement de l'Aloy, en Rost va tenir una esposa i una filla de sis anys, les quals van ser assassinades per uns forasters. Per venjar-se, en Rost li va demanar secretament a les Matriarques que el nomenessin Cercador de la Mort per poder sortir de la Terra Sagrada i trobar-los. Ple de venjança, en Rost troba a tots els forasters i els assassina. En tornar a la Terra Sagrada, les Matriarques li van permetre quedar-se al territori de la tribu com un marginat a canvi que no li esmentés a ningú el que havia fet.

- Matriarca Teersa. És una de les tres matriarques de la tribu Nora. És una dona d'edat madura, sàvia i compassiva amb els altres. La Teersa demostra consideració i tolerància amb els marginats i, en ocasions, tendeix a trencar la tradició amb tal de fer el correcte. És molt oberta i està disposada a acceptar coses que escapen de la seva compressió. A diferència de les altres matriarques, creu que l'Aloy és una benedicció de la Mare per a la tribu i intenta ajudar-la a complir amb la seva destinació.

- Matriarca Jezza. És una de la tres matriarques de la tribu Nora. Igual que la Teersa, és una dona d'edat madura, assenyada i compassiva. També és la guia espiritual dels Nora i s'encarrega d'ensenyar les creences i les tradicions als habitants. És oberta, tolerant i demostra ser compassiva amb l'Aloy en nomenar-la buscadora Nora, malgrat el rebuig de la matriarca Lansra.

- Matriarca Lansra. És una de la tres matriarques de la tribu Nora. Igual que la Teersa i la Jezza, és una dona d'edat madura i fidel a la tradició de la tribu. A diferència de les altres matriarques, la Lansra manifesta el seu total menyspreu als marginats, especialment a l'Aloy. Sovint discuteix amb la Teersa i la Jezza pel tracte que li donen a la jove Nora. La Lansra creu que és una maledicció per a la tribu i no deu ser acceptada pels habitants.

- Cacic Sona. És una guerrera, estratega i comandant de la força militar "Valents Nora". La seva missió és protegir el territori dels Nora i als seus habitants costi el que costi. És molt seriosa, desconfiada i impulsiva però és una líder capaç i experimentada en combat. Té dos fills: en Varl i la Vala. És una aliada per l'Aloy en la batalla final contra els Carja Ombrívols.

- Varl. És el fill de la Cacic Sona i el germà major de la Vala. Malgrat ser un guerrer nat i competent, en Varl té una relació tibant amb la seva mare. No obstant això, desenvolupa un vincle molt fort amb l'Aloy a mesura que avança la història. És un aliat per l'Aloy en la batalla final contra els Carja Ombrívols.

- Vala. És la filla de la Cacic Sona i la germana menor d'en Varl. La Vala era una de les participants de la Prova dels Nora quan va conèixer a l'Aloy. A diferència dels altres participants, la Vala i l'Aloy es van fer amigues. Però va ser assassinada pels Carja Ombrívols durant la Prova.

- Karst. És un comerciant de la tribu Nora. En Karst anteriorment era un marginat que va desobeir la llei en explorar les ruïnes del món metàl·lic però temps després va ser readmès. No obstant això, viu en el bosc, als afores de la capital de la tribu.

- Nakoa. És una guerrera de la tribu Nora. La Nakoa va abandonar les Terres Sagrades dels Nora per venjar-se d'en Zaid, l'home que va assassinar al seu pare. Encara que va ser capturada per en Zaid, l'Aloy la va alliberar i, posteriorment, la Nakoa va aconseguir venjar-se del seu adversari. Es converteix en una aliada per l'Aloy en la batalla final contra els Carja Ombrívols.

- Teb. Encara que no és combatent, en Teb pot lluitar contra els enemics si la situació ho requereix. És molt tímid però al mateix temps tolerant, sobretot amb l'Aloy. A diferència dels altres Nora, en Teb l'aprecia molt, ja que ella va salvar la seva vida d'una mort segura anys enrere. És un aliat per l'Aloy en la batalla final contra els Carja Ombrívols.

Membres de la tribu Carja
- Avad. És el dècim quart rei Sol de la tribu Carja i el fill del rei Jiran. Quan va descobrir les atrocitats comeses pel seu pare, es va rebel·lar contra ell i el va assassinar. Convertint-se en el dècim quart rei de la tribu, en Avad va reformar als Carja, va abolir l'esclavitud i la discriminació. A diferència del seu pare, en Avad vol governar amb justícia. És un home raonable i bondadós. El seu desig és que totes les tribu estiguin unides en pau i harmonia. Sent una forta atracció per la dones, especialment per l'Ersa, la germana d'en Erend, i per l'Aloy.

- Nil. És un guerrer nòmada de la tribu Carja. En diverses ocasions, el seu camí i el de l'Aloy es creua entre si, sobretot quan es veuen obligats a treballar en equip. És molt experimentat en combat i es considera un amant de la guerra. No obstant això, la seva destinació final queda a mans de l'Aloy. En Nil també pot convertir-se en un aliat per l'Aloy en la batalla final contra els Carja Ombrívols.

- Talanah. És membre de la "Lògia de Caçadors". La Talanah és una dona jove i una caçadora competent. El seu germà i el seu pare, tots dos membres de la Lògia, van perdre la vida en una massacre executada pel rei Jiran. Com a resultat, la Lògia es va corrompre amb el lideratge d'un home anomenat Ahsis. Això porta a la Talanah a voler convertir-se en la líder de la Lògia i recordar als caiguts de la massacre. És una aliada per l'Aloy en la batalla final contra els Carja Ombrívols.

- Vanasha. És una espia ben entrenada que es fa passar per una donzella al territori dels Carja Ombrívols. És lleial al rei Avad i a la seva forma de govern. La seva missió és convèncer a la vídua i al fill del rei Jiran d'abandonar als Carja Ombrívols i tornar a Meridian, al servei del rei Avad. Malgrat conviure amb els Carja Ombrívols, la Vanasha els rebutja totalment per la seva insurrecció. Pot convertir-se en una aliada per l'Aloy en la batalla final contra els Carja Ombrívols.

- Janeva. És l'alcaid de la presó Roca Solar. A causa dels seus trets físics, van sorgir rumors entre els soldats sobre el seu gènere. Va ser designada pel rei Avad per dirigir la presó i encarregar-se de la custòdia dels presoners.

- Zaid. És un antic capità de l'exèrcit Carja i antagonista menor del videojoc. En Zaid va estar al servei del rei Jiran durant els Assalts Vermells. Després de la mort d'en Jiran i les reformes fetes pel rei Avad, en Zaid va escapar de la ciutat i es va tornar un esclavista pels Carja Ombrívols.

- Ahsis. És el líder dels Caçadors de la Lògia i antagonista menor del videojoc. És un home molt arrogant i apegat a la tradicions Carja establertes pel rei Jiran, negant-se a acceptar les reformes del rei Avad. A més, sent un gran menyspreu per les dones i no tolera la presència de persones que no són de la seva tribu.

Membres de la tribu Oseram
- Erend. És un guerrer de la tribu i líder de ''l'Avantguarda". Encara que és impulsiu i té baixa autoestima, en Erend també és capaç i competent en combat. Sent gran admiració per la seva germana Ersa. Però després de la mort d'aquesta, en Erend es converteix en el líder de ''l'Avantguarda". Es converteix en un aliat per l'Aloy en la batalla final contra els Carja Ombrívols.

- Olin Delverson. És un bon amic d'en Erend. En Olin es veu obligat a unir-se als Eclipsi quan segresten a la seva esposa i filla. Malgrat això, no està d'acord amb les accions de dit culte. És un dels pocs personatges que usa un Focus, però es manté reservat quan parla sobre ell, sobretot amb l'Aloy. És un explorador expert que li agrada la tecnologia antiga i la beguda. La seva destinació final queda a mans de l'Aloy.

- Petra. És una ferrera capacitada, inventora i membre de la tribu Oseram. La Petra és la líder de l'assentament "Banda Lliure", un domini independent controlat per membres de la tribu Oseram. Les seves habilitats li permeten desenvolupar canons avançats. És tolerant, amigable i segura de si mateixa. És una aliada per l'Aloy en la batalla final contra els Carja Ombrívols.

- Ersa. És la germana major d'en Erend i capdavantera de l'Avantguarda. Durant el regnat d'en Jiran, l'Ersa va entaular una forta amistat amb en Avad. Amb la seva ajuda, en Avad va alliberar a Meridian del regnat del seu pare i l'Ersa i els seus homes es van convertir en la seva guàrdia personal. No obstant això, laErsa i en Avad van començar un relació romàntica i la van mantenir en secret. En el compliment del seu deure, la Ersa va descobrir que en Dervalh planejava destruir Meridian i va tractar d'enfrontar-ho però els seus homes van morir i ella va ser capturada. Va morir de les ferides causades per Dervalh.

Membres dels Eclipsi
- Helis. És el líder dels Eclipsi i un dels antagonistas de la història. En Helis és un fanàtic religiós i despietat que col·labora amb HADES per ressuscitar a les màquines de Faro que van quedar inactives. Creu que les seves accions estan justificades i pensa que és el triat pel déu Sol per guiar als Eclipsi a la glòria. Va ser el responsable de la massacre de la Prova a la capital dels Nora.

- Sylens. És un investigador del món antic i fundador dels Eclipsi. És un personatge molt enigmàtic però, a poc a poc, es coneixen les seves intencions i motius. Sent una profunda fascinació per descobrir la història i la tecnologia del món antic. Quan en Sylens va trobar un Focus en les ruïnes del món metàl·lic, va entrar en contacte amb HADES i va prometre servir-li a canvi de coneixement. Això el va portar a fundar un exèrcit al servei de HADES conegut com els Eclipsi però va desertar en adonar-se que HADES va ordenar la seva execució. En Sylens és molt manipulador i està disposat a fer el que faci falta per aconseguir el que cerca. En ocasions, tendeix a ser imprudent i brusc però és capaç de reconèixer els seus errors.

Membres de la tribu Banuk
- Aluki. És una hàbil guerrera del campament Banuk. Des de la seva arribada al campament, l'Aluki protegeix als misteriosos xamans i vigila a les màquines que aguaiten el campament. És una aliada per l'Aloy en la batalla final contra els Carja Ombrívols.

- Brin. És molt enigmàtic i està obsessionat amb la sang de màquina, la qual li proporciona visions sobre el futur. Originalment era un xaman de la tribu però va ser expulsat per beure sang de màquina, cosa que els Banuk consideraven prohibit.

Intel·ligències Artificials
- GAIA. És una intel·ligència artificial creada per l'Elisabet Sobeck que controla el projecte Zero Dawn. El propòsit de GAIA és restaurar el planeta Terra al seu estat original amb l'ajuda de diversos sistemes subordinats, entre ells HADES, el principal antagonista. Va romandre en contacte amb l'Elisabet Sobeck durant la major part del temps i es van fer bones amigues. Per impedir que HADES prengués el control del projecte i exterminés la vida a la terra, GAIA va activar el seu sistema d'autodestrucció per detenir a HADES i va crear un clon de l'Elisabet Sobeck perquè restaurés les seves funcions en el futur.

- HADES. És el principal antagonista del joc. És una intel·ligència artificial que formava part del projecte Zero Dawn. La funció de HADES era revertir el treball de GAIA si el procés de restauració no era reeixit. Això permetria a GAIA realitzar tot el procés de nou però un senyal desconegut va fer que HADES es rebel·li contra ella i prengui el control de Zero Dawn. HADES va aconseguir escapar de la contra mesura i de la instal·lació on estava retingut. Encara que va estar incomunicat durant molt temps, HADES va enviar un senyal a tots els Focus que estiguessin al seu abast perquè algú el contactés. En entrar en contacte amb en Sylens, HADES va poder conèixer més detalls del món primitiu amb la seva ajuda, però el seu objectiu segueix sent el mateix: completar l'extermini de la humanitat.

Els Antics
- Elisabet Sobeck. Era la mare biològica de l'Aloy i una de les figures més importants del projecte Zero Dawn. Era una dona decidida, brillant, compassiva, desinteressada i talentosa a l'àrea de la robòtica, la ciència i l'enginyeria. Anys abans de la catàstrofe, va ser contractada per en Ted Faro per al disseny i desenvolupament de tecnologia ambiental. Com a resultat, l'Elisabet va anar guanyant reconeixement i importància en la comunitat científica. No obstant això, la seva negativa al desenvolupament de tecnologia militar la va portar a trencar relacions amb en Ted Faro i la seva empresa. L'Elisabet es va tornar independent i va crear la seva pròpia empresa de tecnologia ambiental. Quan Faro i la seva empresa van perdre el control de la seva tecnologia militar, van acudir a l'Elisabet perquè resolgués el problema. Però l'extinció de la vida a la Terra era imminent, així que l'Elisabet va suggerir crear un projecte que permetés retornar a la Terra al seu estat original. El projecte va rebre el nom Zero Dawn. Com a directora del projecte, l'Elisabet es va dedicar profundament al desenvolupament de Zero Dawn juntament amb altres científics. Estimava tant la Terra i a la humanitat que va estar disposada a donar la seva vida per salvar ambdues coses. Va morir tratant d'evitar que l'eixam de màquines de Faro destruís la instal·lació on es desenvolupava el projecte.

- Ted Faro. Va ser el fundador, president i propietari de la corporació Faro Automated Solutions i una figura important en el projecte Zero Dawn. Anys abans de la catàstrofe, era un empresari reconegut a tot el món. No obstant això, la seva avarícia i imprudència el van portar a concebre tecnologia militar avançada que va causar l'extinció de tota la vida a la Terra. Per posar remei al dany, va sol·licitar l'ajuda de la doctora Sobeck, però el resultat de les seves accions era inevitable. La creació d'en Faro, coneguda com la "Plaga de Faro" va acabar amb tota forma de vida a la Terra i la va tornar inhabitable. Només el projecte Zero Dawn podia retornar al planeta al seu estat original. Durant la seva estada en la instal·lació on es desenvolupava el projecte, en Faro assetjava constantment a la Sobeck i als científics per obtenir resultats sobre els avanços del projecte tratant d'aportar noves idees. Després de la mort de l'Elisabet, en Faro va perdre per complet el judici, va esborrar els arxius que es transmetrien a les futures generacions i va assassinar als científics Alfas per evitar que el reconstruïssin. A causa de les seves accions, la humanitat va créixer en ignorància i sense coneixement sobre el món antic.

- Travis Tate. Era un dels nou Alfas designats per l'Elisabeth Sobeck per supervisar el projecte Zero Dawn. Era un programador talentós que va supervisar el desenvolupament de "HADES". Tate era molt excèntric i desconfiat. Es considerava amant de l'entreteniment inadequat i immoral, cosa que incomodava constantment als altres. Va morir a mans d'en Ted Faro juntament amb la resta dels Alfas.

- Charles Ronson. Era un dels nou Alfas designats per l'Elisabeth Sobeck per supervisar el projecte Zero Dawn. Com a ecologista dedicat i membre del projecte, en Ronson va supervisar el desenvolupament ''d'ARTEMIS". La pèrdua de la doctora Sobeck, per qui en Ronson sentia gran admiració i respecte, el va afectar emocionalment. Se li descriu com un home dedicat i apassionat però perdia la perspectiva quan es trobava sota pressió. Va morir a mans d'en Ted Faro juntament amb la resta dels Alfas.

- Samina Ebadji. Era una dels nou Alfas designats per l'Elisabet Sobeck per supervisar el projecte Zero Dawn. Especialitzada en el camp del patrimoni cultural, Ebadji es va encarregar de supervisar el desenvolupament ''d'APOLLO". Amb "APOLLO", va recopilar i va arxivar una gran quantitat d'informació sobre coneixements i cultures de la història humana per transmetre'ls a les generacions futures que la reemplaçarien. Va morir a mans d'en Ted Faro juntament amb la resta dels Alfas.

- Margo Shĕn. Era una dels nou Alfas designats per l'Elisabet Sobeck per supervisar el projecte Zero Dawn. Era una dona experta a l'àrea de la robòtica i molt entusiasta. La Shĕn es va encarregar de supervisar el desenvolupament ''d'HEPHAESTUS". Es creu que la Shĕn treballava per Faro Automated Solutions abans de la catàstrofe i va ser professora universitària un temps després. Va morir a mans d'en Ted Faro juntament amb la resta dels Alfas.

- Patrick Brochard-Klein. Era un dels nou Alfas designats per l'Elisabet Sobeck per supervisar el projecte Zero Dawn. Especialitzat en el camp de la clonació i l'enginyeria genètica, en Brochard-Klein es va encarregar de supervisar el desenvolupament d'''ELEUTHIA". Va morir a mans d'en Ted Faro juntament amb la resta dels Alfas.

### Escenaris
Encara que s'ambienta en un escenari post-apocalíptic, Horizon Zero Dawn transcorren en ciutats reals dels Estats Units com Utah i Colorado. Quan els jugadors troben els anomenats "Observatoris", visualitzen imatges d'alguns llocs coneguts d'aquestes ciutats. Alguns exemples d'això són: el Llac Powell, l'estadi de Denver, la Cataracta Bridal Veil, el Parc nacional del Canyó Bryce, la Serralada Front, la Capella de Cadets de l'Acadèmia de la Força Aèria dels Estats Units, entre d'altres.

## Contingut descarregable
Horizon Zero Dawn compta amb una única expansió anomenada The Frozen Wilds, la qual va ser anunciada per Sony durant el transcurs de l'E3 2017. En aquesta expansió, Aloy continua amb la seva cerca de respostes a les preguntes més inquietants sobre el món antic. Per això, decideix viatjar a una regió anomenada "El Tajo", unes terres llunyanes habitades pels Banuk, una tribu de la qual molt poc es coneix. El llançament d'aquest DLC es va produir el 7 de novembre de 2017.

## Desenvolupament
Guerrilla Games va començar a desenvolupar Horizon Zero Dawn el 2011, poc després del llançament de Killzone 3. Abans de la seva confirmació, es coneixia el nom del videojoc per Horizon. Segons Hermen Hulst, es van obtenir entre 40 i 50 conceptes i idees per al proper videojoc i, entre ells, va sorgir Horizon. El títol estaria ambientat en un món post-apocalíptic on les màquines serien la raça dominant al planeta i els humans tornarien a una època primitiva en la qual cacen i recol·lecten peces d'aquestes màquines per sobreviure. Aquest videojoc tindria elements de rol i món obert. El joc va ser confirmat finalment en l'E3 2015 durant la conferència de Sony, exclusivament per PlayStation 4. La protagonista del títol seria una jove caçadora de màquines anomenada Aloy. L'actriu Hannah Hoekstra es va encarregar de donar el seu rostre per al personatge i l'Ashly Burch es va encarregar de donar-li vida amb la seva veu. Encara que Sony tenia dubtes sobre una protagonista femenina en Horizon, les reaccions positives van fer que el projecte continués. Part del motor gràfic de Horizon era una versió modificada del motor de Killzone: Shadow Fall i estaria centrat en el mode d'un sol jugador.
Quant a les característiques del joc, Guerrilla Games va confirmar que els jugadors podran caçar animals per restaurar la vitalitat i millorar l'abillament de la protagonista, a més de caçar els robots que predominen en el mapa i obtenir les seves peces per comerciar o desenvolupar diferents recursos. Més tard, es va presentar una demo posant l'accent referent a això i a l'ús de paranys. En la E3 2016, Sony i Guerrilla Games van presentar una nova demostració del joc amb més característiques, així com nous escenaris i noves màquines a les quals l'Aloy ha d'enfrontar. Durant els mesos següents, Guerrilla va donar alguns detalls sobre els elements de rol i món obert de Horizon, així com la història, sistema de missions, entre uns altres.
El gener de 2017, Guerrilla Games va finalitzar el desenvolupament de Horizon Zero Dawn, obtenint l'estatus "Gold".

## Llançament
Inicialment estava programat el seu llançament per a finals de 2016, però el joc va ser retardat. Segons Hermen Hulst, director executiu de Guerrilla Games, "la nova data ens dona el temps extra requerit per completar i millorar el joc", per la qual cosa finalment Horizon Zero Dawn va sortir a la venda al febrer de 2017 per a Amèrica del Nord i al març de 2017 per a Europa i Àsia, sent un llançament exclusiu per PlayStation 4. El seu contingut descarregable, anomenat The Frozen Wilds, va ser llançat el 7 de novembre de 2017. Addicionalment, Guerrilla Games va confirmar el llançament de Horizon Zero Dawn: Complete Edition. Aquesta edició inclou la història principal i tots els continguts addicionals fins avui. El seu llançament va ser al desembre de 2017.

## Recepció
Horizon Zero Dawn va rebre excel·lents crítiques i puntuacions. Va ser reconegut com un dels millors jocs de l'any. El món obert, la història, els aspectes visuals, les mecàniques i el personatge de l'Aloy van ser aclamats per la crítica. Fins i tot, l'estudi polonès CD Projekt XARXA va felicitar a Guerrilla per l'èxit del videojoc. El joc sosté una puntuació d'una mitjana de 89/100 en Metacritic i 88.49 % en GameRankings.
Hobby Consolas li va donar una puntuació excel·lent de 95/100. El lloc web afirma que Guerrilla Games "ha estat capaç de reinventar-se i donar vida a un producte tan diferent... i tan gran." En la seva anàlisi, considera que Horizon és un dels millors jocs de PlayStation 4. Els elements de rol, el món obert, la jugabilitat i el sistema de combat van ser aclamats per la critica com els "millors aspectes" del joc. Va esmentar que "la història és l'apartat […] que ha sorprès més" i el personatge de Aloy "té carisma". A més, l'apartat visual i el disseny dels escenaris es van destacar positivament. En la seva conclusió, va esmentar que "Guerrila Games es reinventa i dona vida a una aventura bestial, i no només en el tècnic. Horizon: Zero Dawn és un "action RPG" [...], amb un sistema de combat tan elaborat com satisfactori, i un univers tan colossal que ja s'entreveu en l'horitzó un futur brillant per l'Aloy. Ha nascut un estel."
IGN Espanya li va donar una puntuació de 9.2, destacant l'exploració, el món obert, el desenvolupament de la història i l'apartat visual. Encara que el sistema de combat i diàleg no va ser favorable del tot, IGN reconeix que Horizon és "un joc que barreja acció i rol en un gran (i preciós) món obert." En el seu veredicte, va esmentar que "és una aventura llarga i sorprenent, que aconsegueix atrapar (i tant que s'atrapa) pel seu atractiu món de joc, pel carisma de la seva protagonista, per la profunditat de la seva proposta jugable i pel bell que resulta en gairebé tot moment." En la seva crítica conclou dient: "Un dels imprescindibles de PS4, i de principis d'aquest 2017."
MeriStation li va donar una puntuació de 9.2/10, esmentant en la seva conclusió que "Horizon: Zero Dawn és un dels jocs més rodons que es poden trobar avui dia en la cada vegada més habitual fórmula del Món Obert. Guerrilla Games ha aconseguit produir el que probablement és el seu títol més sòlid amb una proposta molt completa a tots [els] nivells."
3D Juegos li va donar una puntuació de 9.0/10. En la seva anàlisi, va esmentar que "amb Horizon Zero Dawn, [Sony Interactive Entertainment] no només presenta una agraïda bocanada d'aire fresc en forma d'una nova IP amb descomunal potencial per créixer, sinó que s'ha tret de la màniga una aventura de món obert carismàtica i tot un cavall de carreres gràfic." El lloc va destacar aspectes positius sobre la història, els elements de rol, la jugabilitat i els gràfics.
El lloc web LaPS4 li va donar un 90/100. "Horizon Zero Dawn és una sorpresa agradable perquè poques vegades un joc d'aquestes característiques arriba fins i tot a superar les expectatives. No només mostra una història apassionant; no és sol un apartat tècnic bestial; no és únicament una jugabilitat perfecta i addictiva. És tot això i molt més. És, sobretot, una Aloy que brilla amb llum pròpia, capaç d'alçar-se imponent com la nova gran heroïna de PlayStation."
Gamereactor España li va donar una puntuació de 9/10. "És un joc excel·lent en molts aspectes, especialment els de disseny i recreació visual, i amb un bon sistema de combat, per la qual cosa cada moment es pot gaudir al màxim."
Vandal li va donar una puntuació de 8.8/10. En la seva crítica, van quedar impressionats per l'apartat visual, la història i la jugabilitat. El lloc va esmentar: "Una bona història, un apartat jugable molt cuidat i divertit, uns gràfics espectaculars, i en definitiva tot el que se li podia demanar a una superproducció com aquesta, que sabent el que ofereix, va a deixar satisfet a gairebé tothom." A més, en el seu veredicte va esmentar que Horizon és "una espectacular i entretinguda aventura de món obert que es converteix en un dels exclusius imprescindibles al catàleg de PS4."

### Vendes
Horizon Zero Dawn va ser un dels videojocs més venuts de 2017 i el segon més venut per PlayStation 4 després de Uncharted 4. En les seves primeres setmanes el videojoc va vendre més de dos milions de còpies i poc després va vendre més de 3,4 milions, sent la IP millor venuda de Sony i Guerrilla Games. El gener de 2018, es va estimar que el joc hauria venut més de 4 milions de còpies, segons el portal VGChartz.
Al febrer de 2018, Sony va anunciar que el joc va vendre 7,6 milions de còpies després d'un any del seu llançament, convertint-se d'aquesta manera en el nou llançament first-party més reeixit de PS4. Un any després, al febrer de 2019, Guerrilla Games va confirmar que Horizon va vendre més de 10 milions de còpies, aconseguint la posició N°1 dels videojocs més venuts de PlayStation 4.

## Seqüela i spin-off
El juny de 2020, Guerrilla va anunciar una seqüela titulada Horizon Forbidden West. Va ser llançat el 18 de febrer de 2022. El gener de 2022 es va anunciar un spin-off, Horizon Call of the Mountain i es va estrenar el 22 de febrer de 2023. El desembre de 2022 es va confirmar un segon spin-off orientat al multijugador.